# Таїровська селищна рада
Таї́ровська се́лищна ра́да — орган місцевого самоврядування Таїровської селищної громади Одеського району Одеської області.

## Склад ради
Рада складається з 26 депутатів та голови.
- Голова ради: Хасаєв Тимур Хасанович
- Секретар ради: Орлов Олександр Віталійович

### Депутатський корпус VIII скликання
| ПІБ                              | Дата народження                |
| -------------------------------- | ------------------------------ |
| Бурлака Лариса Андріївна         | 02.12.1983                     |
| Беженар Лілія Миколаївна         | 05.11.1982                     |
| Волошинова Вікторія Дмитрівна    | 05.04.1978                     |
| Горін Олексій Едуардович         | 14.01.1971                     |
| Гуславський Леонід Костянтинович | 04.07.1977                     |
| Дергачова Ольга Миколаївна       | 17.08.1978                     |
| Заболотна Валентина Леонідівна   | 24.02.1964                     |
| Завада Валентина Дмитрівна       | 30.09.1968                     |
| Кірєв Олег Васильович            | 22.07.1980                     |
| Кохан Світлана Миколаївна        | 21.08.1968                     |
| Кривий Дмитро Іванович           | 20.10.1979                     |
| Матюшенко Кристина Анатоліївна   | 24.05.1987                     |
| Мельник Сергій Сергійович        | 15.09.1988                     |
| Мораитес Світлана Леонідівна     | 27.05.1981                     |
| Носар Сергій Іванович            | 23.02.1980                     |
| Орлов Олександр Віталійович      | 21.06.1961                     |
| Сафроненков Андрій Валерійович   | 9.06.1982                      |
| Синіговець Володимир Іванович    | 17.01.1966                     |
| Смальцер Зоя Олександрівна       | 07.11.1982                     |
| Стреля Михайло Іванович          | 08.01.1982                     |
| Топольницький Данило Михайлович  | 13.02.1983                     |
| Цандр Вілін Вячеславович         | 30.04.1989                     |
| Чорний Георгій Омелянович        | 23.04.1947                     |
| Шаєвський Всеволод Миколайович   | 07.08.1968 (відкл. 22.10.2022) |
| Бурлака Роман Аркадійович        | 08.10.1986 (з 22.12.2022)      |
| Якимович Ганна Василівна         | 31.07.1962                     |
| Ящук Оксана Володимирівна        | 20.05.1973                     |

### Керівний склад попередніх скликань
| Прізвище, ім'я, по батькові | Основні відомості                                                        | Дата обрання | Дата звільнення |
| --------------------------- | ------------------------------------------------------------------------ | ------------ | --------------- |
| Венгер Дмитро Панасович     | Селищний голова, 1946 року народження, безпартійний                      | 26.03.2006   | 31.10.2010      |
| Шепель Сергій Вікторович    | Селищний голова, 1965 року народження, освіта вища, член Партії регіонів | 31.10.2010   | 24.12.2017      |
| Хасаєв Тимур Хасанович      | Селищний голова, освіта вища, позапартійний                              | 25.10.2020   | Нині на посаді  |

Примітка: таблиця складена за даними сайту Верховної Ради України

### Депутати скликання 2020:
За результатами місцевих виборів 2020 року депутатами ради стали:
За суб'єктами висування:
| Суб'єкт висування     | Кількість обраних депутатів | % |
| --------------------- | --------------------------- | - |
| Самовисування         |                             |   |
| Партія "Слуга Народу" |                             |   |
| Партія                |                             |   |

### Депутати скликання 2010
За результатами місцевих виборів 2010 року депутатами ради стали:

#### За суб'єктами висування
| Суб'єкт висування | Кількість обраних депутатів | %    |
| ----------------- | --------------------------- | ---- |
| Самовисування     | 25                          | 83,3 |
| Партія регіонів   | 4                           | 13,3 |
| Партія «Родина»   | 1                           | 3,3  |

#### За округами
| № округу        | Прізвище, ім'я, по батькові      | Дата визнання обраним | Освіта             | Партійна приналежність | Відомості про обраного депутата                                          |
| --------------- | -------------------------------- | --------------------- | ------------------ | ---------------------- | ------------------------------------------------------------------------ |
| Партія регіонів |                                  |                       |                    |                        |                                                                          |
| 4               | Тінов Іван Данилович             | 03.11.2010            | середня спеціальна | член Партії регіонів   | приватний підприємець «Тінов»                                            |
| 10              | Чорний Георгій Омелянович        | 03.11.2010            | середня спеціальна | член Партії регіонів   | пенсіонер                                                                |
| 19              | Якимович Ганна Василівна         | 03.11.2010            | вища               | член Партії регіонів   | ТОВ «Картопляники», директор                                             |
| 24              | Мірошниченко Аркадій Олексійович | 03.11.2010            | середня спеціальна | член Партії регіонів   | пенсіонер                                                                |
| Партія «РОДИНА» |                                  |                       |                    |                        |                                                                          |
| 15              | Кохан Світлана Миколаївна        | 03.11.2010            | середня            | член Партії «РОДИНА»   | ЖКП «Таїрове», контролер                                                 |
| Самовисування   |                                  |                       |                    |                        |                                                                          |
| 1               | Власюк Ярослав Віталійович       | 03.11.2010            | вища               | позапартійний          | православного приходу Свято — Покровської церкви смт Таїрове, настоятель |
| 2               | Шевченко Олександр Леонідович    | 14.11.2010            | вища               | позапартійний          | ДП «Одеський морський торговельний порт», боцман                         |
| 3               | Саламаха Іван Михайлович         | 03.11.2010            | вища               | позапартійний          | ПП «Логістік — Агро», директор                                           |
| 5               | Подолян Петро Євстафійович       | 03.11.2010            | вища               | позапартійний          | ДПДГ «Таїровське», директор                                              |
| 6               | Стасєва Марія Іванівна           | 03.11.2010            | вища               | позапартійна           | ННЦ «ІВіВ ім. В. Є. Таїрова», науковий співробітник                      |
| 7               | Панченко Вадим Іванович          | 03.11.2010            | вища               | позапартійний          | ЧП «Софія Гранит Транс», директор                                        |
| 8               | Пустарнакова Віра Іванівна       | 03.11.2010            | вища               | позапартійна           | КИЗ дитячий будинок «Перлинка», старший оператор котельної               |
| 9               | Мельник Любов Миколаївна         | 03.11.2010            | вища               | позапартійна           | домогосподарка                                                           |
| 11              | Заболотний Олександр Андрійович  | 03.11.2010            | вища               | позапартійний          | ТОВ «Мультитранс», директор                                              |
| 12              | Яковенко Володимир Миколайович   | 03.11.2010            | середня спеціальна | член Партії регіонів   | газорозподільча станція, старший оператор                                |
| 13              | Завада Валентина Дмитрівна       | 03.11.2010            | вища               | позапартійна           | Таїровська селищна рада, секретар                                        |
| 14              | Кірев Олег Васильович            | 03.11.2010            | вища               | позапартійний          | , зам.начальника з інформ.- аналітичних питань                           |
| 16              | Марціх Федір Данилович           | 03.11.2010            | середня спеціальна | позапартійний          | СК «Автостоянка Електа», голова правління                                |
| 17              | Куліджанов Вахтанг Сандрович     | 03.11.2010            | вища               | позапартійний          | пенсіонер                                                                |
| 18              | Рудов Сергій Валентинович        | 03.11.2010            | вища               | позапартійний          | ВАТ «Одесоблпостачзбут», директор                                        |
| 20              | Гуславський Леонід Костянтинович | 03.11.2010            | вища               | позапартійний          | приватний підприємець                                                    |
| 21              | Молодожен Юлія Борисівна         | 03.11.2010            | вища               | позапартійна           | Одеський регіональний інститут державного управління, доцент             |
| 22              | Стреля Михайло Іванович          | 03.11.2010            | вища               | позапартійний          | СПТОВ «Люстдорф», юрисконсульт                                           |
| 23              | Гречанюк Олександр Анатолійович  | 03.11.2010            | вища               | позапартійний          |                                                                          |
| 25              | Бутенко Ольга Семенівна          | 03.11.2010            | вища               | позапартійна           | архів ДП «Одеський облавтодор», завідувачка                              |
| 26              | Лепьошкіна Любов Миколаївна      | 03.11.2010            | вища               | позапартійна           | Кароліно-Бугазька дитяча музична школа, викладач                         |
| 27              | Токаренко Василь Миколайович     | 03.11.2010            | вища               | позапартійний          | приватний підприємець                                                    |
| 28              | Скуднов Валерій Вікторович       | 03.11.2010            | середня спеціальна | позапартійний          | пенсіонер                                                                |
| 29              | Гаврилов Сергій Савич            | 03.11.2010            | вища               | позапартійний          | ВАТ «Південенергобудстрой», керівник                                     |
| 30              | Крамаренко Володимир Дмитрович   | 03.11.2010            | вища               | позапартійний          | ТОВ «Комунсервіс», головний енергетик                                    |